# Deno (logiciel)
Deno est un runtime pour JavaScript et TypeScript basé sur le moteur JavaScript V8 et le langage de programmation Rust. Il a été développé par Ryan Dahl (en), qui a également créé Node.js. Deno a été conçu autour de la productivité. Il a été annoncé par Dahl en 2018 lors de son discours "10 choses que je regrette à propos de Node.js".